# Kvikkjokk-Kabla fjällurskog
Kvikkjokk-Kabla fjällurskog este o arie protejată (arie specială de conservare — SAC, sit de importanță comunitară — SCI) din Suedia întinsă pe o suprafață de 49.111,8 ha, integral pe uscat.

## Localizare
Centrul sitului Kvikkjokk-Kabla fjällurskog este situat la coordonatele 67°00′08″N 18°00′25″E / 67.0023°N 18.007°E.

## Înființare
Situl Kvikkjokk-Kabla fjällurskog a fost declarat sit de importanță comunitară în decembrie 1995 pentru a proteja 3 specii de animale. Situl a fost protejat și ca arie specială de conservare în decembrie 2009.

## Biodiversitate
Situată în ecoregiunea alpină, aria protejată conține 18 habitate naturale: Turbării Aapa, Păduri aluvionare cu Alnus glutinosa și Fraxinus excelsior (Alno-Padion, Alnion incanae, Salicion albae), Liziere de ierburi înalte hidrofile de câmpie și de nivel montan până la alpin, Izvoare fino-scandinave și mlaștini produse de izvoare bogate în minerale, Mlaștini turboase de tranziție și turbării mișcătoare, Pajiști boreale și alpine pe substrat silicios, Cursuri de apă de la nivel de câmpie la nivel montan, cu vegetație Ranunculion fluitantis și Callitricho-Batrachion, Tufărișuri subarctice cu Salix spp., Păduri fino-scandinave bogate în ierburi cu Picea abies, Grohotișuri silicioase de la nivelul montan până la nivelul zăpezii (Androsacetalia alpinae și Galeopsietalia ladani), Păduri nordice subalpine/subarctice cu Betula pubescens ssp. czerepanovii, Mlaștini alcaline, Pante stâncoase silicioase cu vegetație casmofită, Pajiști aluvionare boreale nordice, Taiga vestică, Mlaștini împădurite, Lacuri și iazuri distrofice naturale, Pajiști alpine și boreale.
La baza desemnării sitului se află mai multe specii protejate de  mamifere (3): gluton (Gulo gulo), vidră de râu (Lutra lutra), râs eurasiatic (Lynx lynx).